# Оскар Фалькман
Оскар Карл Август Фалькман (швед. Oscar Carl August Falkman; 25 грудня 1877 у Стокгольм — 10 липня 1961, там же) — шведський промисловець.
Фолкман закінчив технологічний інститут у 1900 році, працював у Carnegie Steel Company в Пітсбург 1904—1905 і був керуючим директором Trollhättans elektriska kraft AB1910. З 1920 по 1931 рік він був директором фірми Riddarhytte AB. Під час перебування Фолкмана на посаді генерального директора в 1931—1943 роках фірма стала великою компанією.
У 1919 році був обраний членом Академії інженерних наук.
Оскар Фолкман похований на цвинтарі Юрсхольма.